# Sheyanghu
Sheyanghu (kinesiska: 射阳湖, 射阳湖镇) är en köping i Kina. Den ligger i provinsen Jiangsu, i den östra delen av landet, omkring 160 kilometer nordost om provinshuvudstaden Nanjing. Antalet invånare är 62212. Befolkningen består av 31 023 kvinnor och 31 189 män. Barn under 15 år utgör 14,0 %, vuxna 15-64 år 70 %, och äldre över 65 år 15,0 %.
Genomsnittlig årsnederbörd är 1 041 millimeter. Den regnigaste månaden är juli, med i genomsnitt 248 mm nederbörd, och den torraste är januari, med 19 mm nederbörd.